# ثامسانكا غابوزا
ثامسانكا غابوزا (بالإنجليزية: Thamsanqa Gabuza)‏ (27 يوليو 1987 بليديسميث في جنوب أفريقيا - ) هو لاعب كرة قدم جنوب أفريقي في مركز الهجوم. شارك مع منتخب جنوب أفريقيا لكرة القدم. أما مع النوادي، فقد لعب مع أورلاندو بيراتس ولمونتفيل غولدن أروز ‏ وDurban Stars F.C. ‏.

## وصلات خارجية
- ثامسانكا غابوزا على موقع قاعدة بيانات كرة القدم.إي يو (الإنجليزية)
- ثامسانكا غابوزا على موقع ناشيونال فوتبول تيمز (الإنجليزية)
- ثامسانكا غابوزا على موقع Soccerway.com (الإنجليزية)